# Årdal
Årdal er en kommune i Vestland fylke i Norge. Kommunen ligger inderst i Sognefjorden, og består af de to små byer Årdalstangen og Øvre Årdal (lokalt kun omtalt som "Tangen" og "Øvre"). 
Kommunen grænser i nord og vest til Luster, i øst til Vang (i Oppland) og i syd til Lærdal. Skagastølstinderne ligger på grænsen mellem Luster og Årdal kommuner. Toppen af Storen (Store Skagastølstind), som er den sydligste af Skagastølstindene, markerer kommunegrænsen.

## Industri
Aluminiumsværket har været den vigtigste virksomhed i Årdal i over 50 år. Det var tyskerne, som startede opbyggingen af værket under 2. verdenskrig. Efter krigen overtog staten anlæggene og fuldførte værket, som fik navnet Årdal og Sunndal Verk (ÅSV). Senere blev ÅSV slået sammen med Norsk Hydro, og Hydro Aluminium blev dannet.
Norsk Hydros aluminiumsværk har betydet meget for kommunen, og sikret arbejdspladser og indtægter i mange år. I 2006 besluttede Hydro at nedlægge den ældste del af værket – Søderberganlægget – fra 2007. Vedtagelsen førte til usikkerhed om industrisamfundets fremtid, og førte til megen debat.
Regeringen svarede med at bevilge Årdal ekstra omstillingsmidler gennem Innovasjon Norge, sådan at ny industri etablerer sig i Årdal, blandt andet en solcellefabrik, som vil give mere end 200 nye industriarbejdspladser.

## Fremvæksten af Øvre Årdal og Årdalstangen
Årdal kobberværk startede driften i bjergene omkring Øvre Årdal i 1702.  I 1910 startede en enorm kraftudbygning i egnen ved Tyin. I 1940 stod elektricitetsværket næsten færdigt. Den tyske besættelsesmagt sendte 5.000 krigsfanger derhen for at bygge aluminiumsværk og en vej mellem Årdalstangen og Øvre Årdal, der er to små byer beliggende i hver sin ende af det tolv km lange Årdalsvand. Havde tyskerne ikke efterladt sig et næsten færdigt fabrikanlæg her i 1945, var det næppe blevet til noget med aluminiumsproduktion i Årdal. 
Årdal er Norges mest ensidige industrikommune. Industrien og kommunen har i alle år været gensidigt afhængige af hinanden. Kommunen havde hverken fagfolk eller udstyr til byplanlægning som veje, vand og kloak. Men industrien, som havde det travlt, trådte hjælpende til, og frem til 1959 byggede bedriften omkring 300 boliger, en tredjedel af alle nye boliger på egnen. Årdal Bustadbyggjelag (= boligselskab) fra 1949 byggede både småhuse, bygårde og senere rækkehuse. I Øvre Årdal ligger fabrikken, mens Årdalstangen har udskibningshavn, rådhus og hotel. Hovedgaden i Årdalstangen er opkaldt efter handelsminister Lars Evensen. Det var hans fortjeneste, at Stortinget og regeringen i 1946 vedtog, at den norske stat skulle bygge et aluminiumsværk i Årdal. Einar Gerhardsens regering havde besluttet at gøre Årdal til en grundsten i det moderne norske industrisamfund, som en mønsterby i Sogn. Til gengæld kan intet andet sted i Norge opvise en lignende loyalitet mod Det norske Arbeiderparti. Otte af ti stemmer på Ap. Årdal blev tildelt bymiljøprisen for 2004.  De høje skatteindtægter i 1950'erne gjorde det muligt for kommunen at flotte sig med nye skoler og samfundshus, idrætsanlæg, rådhus og to svømmebassiner. Bassinet i Øvre Årdal blev bygget ligeså stort som Frognerbadet i Oslo. 

## Natur og miljø
Årdal ligger inderst i verdens længste og dybeste fjord, Sognefjorden. Aluminiumsoxid, som bruges som råstof i aluminiumsproduktionen, bliver fragtet med skib ind gennem fjorden til Årdalstangen. Fjorden bruges også som transportvej, når skibene returnerer til verdensmarkedet med færdigproduceret metal fra samme havn.
Høje fjelde dominerer landskabet, og Norges højeste lodrette vandfald, Vettisfossen (275 meters fald),  ligger ved naturområdet Vetti. Vandkraften produceret ved Hydros kraftværker, giver energi til både metalproduktionen og indbyggerne. 
En lang industrihistorie gav i mange år store skader på vegetation og luftkvalitet. Granskoven døde, og får på græsning fik lange blåsorte tænder. I slutningen af 80'erne tog Hydro initiativet til at formindske udslippene af støv og fluor. Tiltagene gav gode resultater allerede efter få år. I dag er avancerede renseanlæg i drift ved værket, og skaderne på naturen er reduceret betragteligt. Efter at den mest forurenende produktion blev nedlagt i 2007, forventes det, at udslip af støv og gasser bliver dramatisk reduceret. I 2011 var udslippet af støv fra Øvre Årdal dog 17,7 kilo pr time, fem kilo mere pr time end i 2010, mens der blev sluppet 8,7 kilo fluor ud i timen, 1,9 kilo mere pr time end i 2010. 